# アンチャーテッド 地図なき冒険の始まり
『アンチャーテッド 地図なき冒険の始まり』（アンチャーテッド ちずなきぼうけんのはじまり、Uncharted: Golden Abyss）は、アンチャーテッドシリーズ4作目となる、PlayStation Vita専用アクションアドベンチャーゲーム。
ソニー・コンピュータエンタテインメント (SCE) の子会社SCEベンドスタジオより開発され、2011年12月17日に発売された。略称には「UCGA」と「VITAアンチャ」がある。

## 概要
本作品は、海洋冒険家「フランシス・ドレイク」の子孫を自負するプロのトレジャーハンター「ネイサン・ドレイク」（愛称：ネイト）の成長の冒険を描いたアクションアドベンチャーゲームである。時系列はPS3専用のメインシリーズ第1作目(エル・ドラドの秘宝)のストーリーの前の設定である。
シリーズ世界累計出荷数1,700万本（2012年4月時点）、"AIAS 2010 ゲーム・オブ・ザ・イヤー"他受賞数300以上を誇るアクションアドベンチャーゲーム『アンチャーテッドシリーズ』のシリーズ初となる携帯ゲーム機専用のタイトル。
シリーズクリエーター:ノーティドッグの監修のもと、ポータブルゲームの制作に特化したゲーム開発会社SCEベンドスタジオが開発を担当した。2011年1月27日の「PlayStation Meeting 2011」で初公表され、開発段階のものがPS Vitaのデモンストレーションに使われた。日本では、PS Vitaの発売に合わせるため北米より先に発売されている。
PS Vitaのフロントタッチパネルと背面タッチパッド、ジャイロセンサーなどの新機能を活用している。リリースをPS Vitaの発売に合わせるなど、開発期間が短かったためマルチプレイヤーモードは搭載していない。
毎年500点以上の出展が展示されるヨーロッパ最大級のゲーム見本市であるゲームズコムにおいて「Best Mobile Game Award」を受賞した成績がある。
PS VitaのテレビCM "遊んだら仲間だ①篇"では、瑛太が本タイトルをプレイする映像が使われた。
国内でのテレビCMでは、アドベンチャー映画『インディ・ジョーンズ』の主人公として有名なハリソン・フォードが起用され、2011年10月22日より放映開始した。本CMはハリソン・フォードが本タイトルをプレイする事に他の物事が目に入らないほど没頭してしまい、モーションセンサーを使った操作をする際に思わず手元のグラスの水をこぼしてしまいそうになるという設定となっている。キャッチコピーは「さあ、新しい冒険へ！」で、ゲームをプレイした感想である「ヤバイ。」はハリソン・フォード自身が書道で書いたものである。
発売の10日後PlayStation Storeで体験版の配信が開始された。体験版ではチャプター4と10がプレイできる。
PS Vita TVでのプレイには非対応。

## システム
本シリーズのシステムは、3DアクションとTPSの要素を組み合わせたものであり、登る、飛び越る、ロープを使う、泳ぐなどのアクションを駆使して進めていく。ステージには武装した敵兵がおり、銃撃戦やステルスキル等で倒すことができる。武器の種類は豊富であるが、一度に持つことができるのはハンドガン系の武器1つとロングガン系の武器1つ、グレネード4つだけである。これらの武器は、あらかじめマップに置いてあるものを拾ったり、倒した敵が落とした武器を拾うことによって補充することができる。本作では、PS Vitaのさまざま新機能が活用されている。
キャラクターの背中をさっと触るだけで段や障害物を超えたり、ロープを使うときに、ジャイロセンサーで勢いをつけたり、バックタッチパネルで指を上下に動かすことで崖を登ったり、照準はジャイロセンサーを使って合わせるなど、ボタンとスティックの操作のほかにPS Vitaの新機能を使うことによって、キャラクターとプレイヤーをシンクロさせるような操作感が得られるとしている。
ガンアクション・スナイピング
PS Vitaに右スティックが新たに付け加えられたことによって、本作も従来のシリーズ同様、左右のアナログスティックを利用して従来通りの操作が可能である。また、本作の大きな特徴である「モーションセンサーを利用した照準」はスティック照準と同時に使用可能である。スナイパーライフルを使用するとき、従来の作品ではレーザーサイト照準時にズームインアウトができなかったが、本作ではPS Vitaのタッチスクリーンと背面タッチパッドを活用して、細かいズームインアウト調節操作ができるようになった。
近接攻撃・プルダウン
本作では敵に近寄ると近接攻撃が可能であると示すアイコンが敵に表示される。その際、ボタンを押すか敵をタッチすることで近接攻撃が可能である。気づかれていない敵に後ろから攻撃を仕掛けるとステルスキルが可能。気づかれている場合のカウンター攻撃は強制的にタッチスクリーンで行い、画面に表示される矢印の向きに指で画面をなぞる。「プルダウン」はメインシリーズ2作目（黄金刀と消えた船団）で導入された、ぶら下がった状態で近くの敵を真下に引き落とすシリーズ特有のシステムで本作でも搭載されている。
クライミング・トラバース
本シリーズの大きな特徴である絶壁などのクライミングによる探索。本作ではタッチ操作を使ったより直感的なクライミングができるようになった。危険な山腹や岸壁を横切りるなど、ある場所から別の場所に飛び移るとき、飛び移りたいポイントをタッチするだけで軽々とトラーパスすることができるようになった。

## ストーリー
時系列はPlayStation 3 (PS3) 専用のメインシリーズ1作目（エル・ドラドの秘宝）以前の冒険を描く。時系列から推察すると、ネイトが20歳ごろのストーリーとなる。
舞台は中央アメリカ。駆け出しのトレジャーハンターのネイサン・ドレイク（愛称：ネイト）は、かつて多くのネイティブアメリカンとスペイン人が戦争を繰り広げた土地に『膨大な遺産』が眠っているという情報を聞いて、顔馴染みのトレジャーハンターであるジェイソン・ダンテとともに冒険を始める。
そこで彼らは、姿を消した考古学者の祖父ヴィンセント・ペレスを探しているという、謎の女性マリサ・チェイスに出会う。ネイトは彼女に同行しながら遺跡に隠された謎を解くうちに、彼女が持っている"黄金のアミュレッド"こそが、伝説の黄金都市"シボラ"へのカギであることを知る。
革命を夢見続ける元将官ロベルト・グエロの一派に狙われながらも、シボラを目指して探索を続けていくネイトであったが、様々なトラブルや裏切りに遭いながらも、遺跡の謎と試練に立ち向かい、プロのトレジャーハンターへと成長してゆく。

## 登場人物

### ネイト一行
ネイサン・ドレイク（Nathan Drake）
声 - 東地宏樹
本作の主人公。歴史の謎を紐解くために奔走する、駆け出しの若きトレジャーハンターで愛称は「ネイト」。海洋冒険家「フランシス・ドレイク」の子孫を自負しており、首に下げたリングはその遺品で、彼の格言「偉業も小さな一歩から」と彫られており、ネイトのモットーとなっている。
考古学の豊富な知識と優れた洞察力を持ち、わずかな証拠から歴史の謎を紐解く。皮肉屋だがユーモアに溢れ、危険な状況でも軽口をたたく余裕を失わない。その身体能力は優秀で、銃火器の扱い、格闘術の腕は一流で、本作ではゴート文字も読めると判明。
マリサ・チェイス（Marisa Chase）
声 - 世戸さおり
20代女性。世界遺産を守る国際機関のフィールド・エージェント。運動神経がよく、タフで知的。行方不明の祖父ヴィンセント・ペレスの行方を捜している。本作のカギを握る"黄金のアミュレッド"を持っていて、ネイトのパートナーとして行動する。様々な地域でネイトと同じレベルで横断・探査できるが、銃を扱うことは嫌っており、平和主義を貫いている。
ヴィンセント・ペレス（Vincent Perez）
声 - 小島敏彦
考古学者で、何かを探し求めて旅に出たまま戻っていない。マリサ・チェイスの祖父。
ビクター・サリバン（Victor Sullivan）
声 - 千葉繁
ベテランのトレジャーハンターで愛称は「サリー」。ネイトのパートナーであり、師匠でもある。多方面に多額の負債を抱えており金には少々汚い。しゃべりがうまく、未だに若い女性を口説くことも。現在は力仕事などはネイトに任せているが、冒険家としての腕、知識は衰えていない。

### 敵対者
ロベルト・グエロ（Roberto Guerro）
声 - 間宮康弘
40代後半の男性。一見無精者に見えるが、その体はしっかりした筋肉に支えられ、一度怒りに火が着くとその怪力で人一人簡単に投げ飛ばしてしまうほど。革命を夢見続ける元将官であり、自分の軍隊の資金を得るためなら手段を選ばない冷血漢。気が短く、自分の考えを貫く事こそが革命への近道だと信じて疑わない。
ジェイソン・ダンテ（Jason Dante）
声 - 中尾隆聖
40代男性。ネイトとは以前からの顔馴染みのタフなトレジャーハンターであり、治安の悪い場所で育ったことから、抜け目がなくずる賢い詐欺師に育った。卑屈で信用できない人物だが、ユーモアのセンスがある。何かの拍子に大当たりを引きたいと常々思っている。

## 用語集
フランシス・ドレイク
実在したイングランド出身の海軍提督。イギリス人初となる世界一周を成し遂げている。その航海で得た宝はエリザベス1世に献上されたが、実はフランシス卿が残しているお宝があるとされており、ネイサンはシリーズを通してその謎や財宝を追っている。また、フランシス卿が死去した際、鉛の棺に納められ海中に沈められたとされる。この棺は現在も見つかっていないが、『UC』でネイトが見つけたところからアンチャーテッドシリーズのストーリが始まる。
ヴィンセント・ペレス
ヴィンセント・ペレスは晩年の20年間を発掘調査や遺跡の謎の解明に費やした人物。国際追跡事務局に20年以上所属していた。マリサ・チェイスの祖父であり、居なくなる前マリサに"黄金のアミュレッド"を渡した。そのため、マリサはその"黄金のアミュレッド"を大切に保管していた。
シボラ
伝説上の黄金都市。エル・ドラードや若返りの泉と同様、16世紀のスペイン人のコンキスタドールたちやフランス人植民者によって北アメリカに実在すると信じられ、探険が数多く行われた。ネイトたちはこの黄金都市を探す。
クナ族
本作ではシボラを建設したといわれる。
アントニオ・デ・メンドーサ
ヌエバ・エスパーニャの副王。
エステバニコ
モロッコ生まれの探検家でスペイン人とともにシボラをさがして最後はズニ人(作中では同行のマルコス)に殺害された。
オデッサ採掘会社
この会社は熱帯雨林の内部でも採掘を進めたため、何百もの遺跡が消滅の危機にある。
国際遺跡事務局
ヴィンセント・ペレスが所属している団体。
コンキスタドール
かつてアメリカ大陸を征服しようとしたスペイン人。
セテ・シダデス
17世紀に教会によって異端とされた、神秘的な謎に満ちた宗派。
マルコス・デ・ニサ
かつてアメリカ大陸を旅した修道士で、当時を伝える記録を残した。
サーペント寺院
シボラに存在すると言われる寺院。
フランシスコ・バスケス・デ・コロナド・イ・ルハン
多くの兵士を率いて、マルコス・デ・ニサと共に、シボラを訪ねた。

## チャプター
プロローグ -  トレジャーハンターの誕生
1 - 冒険のはじまり
2 - トラブルの予感
3 - 古い骨ばかり
4 - 燃え上がる部屋
5 - それなしでは逃げられない
6 - 指を折ることになる
7 - 取引成立
8 - 窓とロープ
9 - 祖父の功績
10 - 泥水にかける橋
11 - 拾ったものは自分のもの
12 - 大事なアミュレット
13 - 聖域
14 - 引き返さない決意
15 - 悪霊よけのキメラ
16 - 七人の司祭の部屋
17 - 銃をよこせ
18 - 人のために血を流す
19 - 価値の証明
20 - 危険な賭け
21 - 下流へ
22 - ずっと昔の話
23 - 目立たないように
24 - 戦争のはじまり
25 - 言い忘れていたこと
26 - 見た目よりも遠くにある
27 - 地獄の入り口
28 - ダンテ将軍
29 - 天国への門
30 - 亡霊の湖
31 - 血の生け贄
32 - 後戻りなし
33 - 自らの手を汚す
34 - 革命の終わり

## 武器
アンチャーテッドシリーズでは実在する武器をモデルとしたものがよく登場する。
セミオートビストル
- PM-9mm

メインシリーズ1作目の初装備である。初期装備品ながら意外と高性能。欠点は弾数の少なさと撃つ時の反動。
- 45ディフェンダー

メインシリーズ2作目の初装備である。PM-9mmと同じく、高性能だが、弾数が少く撃つ時に反動が発生する。PM-9mmと両方登場するのは今作がはじめて。
- 92FS-9mm

メインシリーズ1、2作目のゲーム終盤で多く手に入る。PM-9mmの強化版で欠点だった弾数と反動も改善されている。
- Desert-5

当たればほぼ1発（高難度の場合2発）で倒せる強力武器。しかし、敵の手に渡っているときは1発でも喰らえば死亡ないし瀕死になる厄介な武器。反動が大きすぎるのが欠点。
オートマチックピストル
- Micro-9mm

フルオート連射可能。全弾消費時の威力は高いが、弾の消費も早い。
リボルバー
- Wes-44

こちらも非常に強力で1、2発で仕留めることが可能。その分入手回数は少ない。今作でもサリーが愛用している。
アサルトライフル
- AK-47

よく登場するシリーズ御馴染みのアサルトライフル。両手持ち武器としては前半戦で多く手に入る。弾数は多いが威力、集弾率、リロード性能が低い。
- FAL

連射はできないが威力は高い。3連射方式でダットサイトが付いている為それを用いた精密射撃が可能なため、中距離や遠距離にいる敵をピンポイントで射撃する場面で威力を発揮する。
- M4

アサルトライフル上位版。集弾率が大きく改善されているが、リロードは相変わらず遅い。
ショットガン
- Moss-12

強力なショットガン。接近戦では無類の強さを誇るが、集弾率の悪さから遠距離ではパフォーマンスが大きく低下する。1発ごとに排莢のため連射も不可。
- SAS-12

ゲーム後半で手に入るショットガン。集弾率が向上し、ある程度の距離までなら威力を維持できるようになる。
スナイパーライフル
- Dragon Sniper

強力なスナイパーライフル。兵士を一発で倒すことのできる最強の銃。ズームも可能。レーザーサイト付き。
ロケットランチャー
- RPG

威力は最大の武器。だが持てる弾数が少なく、入手回数も少ない。特定の敵はこれを使わないと倒せない。PVではグエロがRPGを打つシーンが含まれる。
グレネードランチャー
- M79

ゲーム中わずかしか使うチャンスが無いが、威力は絶大。今作から放物線を描いて飛ぶようになった。
- GP32-BND

ハンドガンタイプのグレネードランチャー。威力や性能はM79に似ている。
ガトリングガン
- GAU-19

高火力だが重く移動の速度が落ちる他、初弾発射までタイムラグがあるため隙が大きい。背中には背負えないため、他の武器に切り替えるとその場に投げ捨てることになる。（再度拾うことは可能）また、持ったままエリア移動はできない。
グレネード
- MK-NDI

最大4コ持つことができる手榴弾。効果範囲は見た目以上に狭い。